# بندر گوردیم
بندر گوردیم، روستایی در دهستان کهیر بخش کهیر شهرستان کنارک در استان سیستان و بلوچستان ایران است. منطقه نمونه گردشگری گوردیم در این بندر در حال احداث است.

## جمعیت
بر پایه سرشماری عمومی نفوس و مسکن در سال ۱۳۹۵، جمعیت این روستا برابر با ۱۵۶ نفر (۴۲ خانوار) بوده‌است.